# Gairebé totes les dones són iguals
Gairebé totes les dones són iguals (títol original: The Misadventures of Margaret) és una pel·lícula  franco- estatunidenco-britànica dirigida per Brian Skeet, estrenada el 1998. Ha estat doblada al català.
Es tracta d'una adaptació cinematogràfica de la novel·la de Cathleen Schine titulada Rameau's Niece, publicada l'any 1993.

## Argument
Una dona desgraciada en el matrimoni tradueix un conte llibertí del segle xviii Aquest treball tindrà repercussions inesperades sobre la seva vida privada.

## Repartiment
- Parker Posey: Margaret Nathan
- Jeremy Northam: Edward Nathan
- Craig Chester: Richard Lane
- Elizabeth McGovern: Lili
- Brooke Shields: Lily
- Patrick Bruel: Martin
- Stéphane Freiss: el filòsof
- Alexis Denisof: Dr. Lipi
- Sylvie Testud: la monja jove
- Corbin Bernsen: Art Turner
- Justine Waddell: la jove

## Crítica
- "Comèdia romàntica amb un punt d'erotisme. La història narra el replantejament vital i sexual d'una traductora que treballa en el diari escrit per un francès 200 anys enrere"[3]
- "Comèdia divertida amb més sexe del normal"[4]